# Aubert Winsingues
Aubert Winsingues (* 24. Juli 1906 in Roubaix; † 31. Mai 1932 in Lille) war ein französischer Radrennfahrer.

## Sportliche Laufbahn
Winsingues war im Straßenradsport, im Bahnradsport und im Querfeldeinrennen (heutige Bezeichnung Cyclocross) aktiv. Für den Radsport wurde er vom ehemaligen Radprofi Charles Crupelandt entdeckt.
1932 war er im Critérium international de cyclo-cross (dem Vorläufer der Cyclocross-Weltmeisterschaften) vor Hilaire Bertellin erfolgreich. 1932 wurde er Vizemeister Frankreichs im Querfeldeinrennen hinter Camille Foucaux. 1930 belegte er den dritten Platz im Meisterschaftsrennen.
Auf der Straße wurde er 1925 und 1928 Dritter im Rennen Circuit Franco-Belge. 1930 kam er im Circuit du Port de Dunkerque hinter Michel Catteeuw auf den zweiten Rang.
Er starb nach einem Sturz bei einem Steherrennen in Lille.